# The Royal Tutor
The Royal Tutor (王室教師ハイネ?, Ōshitsu kyōshi Haine, lett. "Heine, il precettore di corte") è un manga shōnen scritto e disegnato da Higasa Akai, serializzato sul GFantasy di Square Enix dal 18 novembre 2013. Un adattamento anime, prodotto da Bridge, è stato trasmesso in Giappone tra il 4 aprile e il 20 giugno 2017.

## Personaggi
Heine Wittgenstein (ハイネ・ヴィトゲンシュタイン?, Haine Witogenshutain)
Doppiato da: Keisuke Ueda
Kai von Glanzreich (カイ・フォン・グランツライヒ?, Kai fon Gurantsuraihi)
Doppiato da: Yūya Asato
Bruno von Glanzreich (ブルーノ・フォン・グランツライヒ?, Burūno fon Gurantsuraihi)
Doppiato da: Yūto Adachi
Leonhard von Glanzreich (レオンハルト・フォン・グランツライヒ?, Reonharuto fon Gurantsuraihi)
Doppiato da: Daisuke Hirose
Licht von Glanzreich (リヒト・フォン・グランツライヒ?, Rihito fon Gurantsuraihi)
Doppiato da: Shōta Aoi

## Media

### Manga
Il manga, scritto e disegnato da Higasa Akai, ha iniziato la serializzazione sulla rivista GFantasy di Square Enix il 18 novembre 2013. Il primo volume tankōbon è stato pubblicato il 27 giugno 2014 e al 26 gennaio 2019 ne sono stati messi in vendita in tutto dodici. In America del Nord i diritti sono stati acquistati da Yen Press.

#### Volumi
| Nº | Data di prima pubblicazione | Data di prima pubblicazione | Data di prima pubblicazione |
| Nº | Giapponese                  | Giapponese                  |                             |
| -- | --------------------------- | --------------------------- | --------------------------- |
| 1  | 27 giugno 2014              | ISBN 978-4-7575-4345-4      |                             |
| 2  | 27 agosto 2014              | ISBN 978-4-7575-4404-8      |                             |
| 3  | 27 febbraio 2015            | ISBN 978-4-7575-4575-5      |                             |
| 4  | 27 luglio 2015              | ISBN 978-4-7575-4703-2      |                             |
| 5  | 21 novembre 2015            | ISBN 978-4-7575-4817-6      |                             |
| 6  | 27 aprile 2016              | ISBN 978-4-7575-4968-5      |                             |
| 7  | 27 ottobre 2016             | ISBN 978-4-7575-5142-8      |                             |
| 8  | 27 marzo 2017               | ISBN 978-4-7575-5300-2      |                             |
| 9  | 27 luglio 2017              | ISBN 978-4-7575-5425-2      |                             |
| 10 | 27 gennaio 2018             | ISBN 978-4-7575-5608-9      |                             |
| 11 | 27 luglio 2018              | ISBN 978-4-7575-5796-3      |                             |
| 12 | 26 gennaio 2019             | ISBN 978-4-7575-5991-2      |                             |

### Anime
Annunciato il 18 ottobre 2016 sul GFantasy di Square Enix, un adattamento anime, prodotto da Bridge e diretto da Katsuya Kikuchi, è andato in onda dal 4 aprile al 20 giugno 2017. La composizione della serie è stata affidata a Kimiko Ueno, mentre la colonna sonora è stata composta da Keiji Inai. Le sigle di apertura e chiusura sono rispettivamente Shoppoi namida (しょっぱい涙?) di Shōgo Sakamoto e Prince Night ~Doko ni Ita no Sa!? MY PRINCESS~ dei doppiatori Keisuke Ueda, Yūya Asato, Yūto Adachi, Daisuke Hirose e Shōta Aoi. In tutto il mondo, ad eccezione dell'Asia, gli episodi sono stati trasmessi in streaming in simulcast, anche coi sottotitoli in lingua italiana, da Crunchyroll.

#### Episodi
| Nº | Titolo italiano Giapponese 「Kanji」 - Rōmaji                                        | In onda        | In onda |
| Nº | Titolo italiano Giapponese 「Kanji」 - Rōmaji                                        | Giapponese     |         |
| 1  | L'arrivo del precettore di corte 「王室教師、来る」 - Ōshitsu kyōshi, kuru           | 4 aprile 2017  |         |
| 2  | A colloquio coi principi 「王子面談」 - Ōji mendan                                   | 11 aprile 2017 |         |
| 3  | Non importa se non mi accettate 「認めなくてもいいので」 - Mitomenakute mo ii node   | 18 aprile 2017 |         |
| 4  | I principi vanno in città 「王子、街へ行く」 - Ōji, machi e iku                      | 25 aprile 2017 |         |
| 5  | La prova più grande 「最大の試練、襲来」 - Saidai no shiren, shūrai                  | 2 maggio 2017  |         |
| 6  | Al café Mittermeyer 「カフェ・ミッター・マイヤーにて」 - Kafe Mittāmaiyā nite        | 9 maggio 2017  |         |
| 7  | Dove si trovano i sogni 「夢の在処」 - Yume no arika                                 | 16 maggio 2017 |         |
| 8  | Un cuore pavido 「臆病な心」 - Okubyō na kokoro                                      | 23 maggio 2017 |         |
| 9  | Il prezzo del passato 「過去の代償」 - Kako no daishō                                | 30 maggio 2017 |         |
| 10 | Il professore come non l'ho mai visto 「僕の知らない先生」 - Boku no shiranai sensei | 6 giugno 2017  |         |
| 11 | Una promessa fra i due 「二人の約束」 - Futari no yakusoku                           | 13 giugno 2017 |         |
| 12 | L'ultima lezione 「最後の授業」 - Saigo no jugyō                                     | 20 giugno 2017 |         |